# Anaplectoides secreta
Anaplectoides secreta là một loài bướm đêm trong họ Noctuidae.